# Turbo Kid
Turbo Kid és una pel·lícula de superherois còmica del 2015 escrita i dirigida per François Simard, Anouk Whissell, i Yoann-Karl Whissell. Fou protagonitzada per Munro Chambers, Laurence Leboeuf, Michael Ironside, Edwin Wright, Aaron Jeffery, i Romano Orzari. La pel·lícula segueix les aventures de The Kid, un adolescent fanàtic dels còmics convertit en superheroi a "Wastelands", una alternativa post-apocalíptica de 1997 on l'aigua és escassa. S'agrupa amb una noia misteriosa anomenada Apple i un cowboy que lluita amb els braços anomenat Frederick per aturar el tirànic senyor de la guerra Zeus. Epic Pictures Group va estrenar la pel·lícula als Estats Units el 28 d'agost. S'ha subtitulat al català.

## Argument
En un 1997 alternatiu, una societat post-apocalíptica viu en una terra sobrenomenada "The Wasteland" que està plena d'escombraries i governada per un senyor sàdic i tirànic anomenat Zeus, que utilitza un dispositiu per triturar captius a l'aigua. The Kid, un adolescent fanàtic dels còmics, elimina els residus de la seva bicicleta BMX per intercanviar-los amb el comerciant d'escombraries Bagu. Després de canviar per aigua i el seu còmic preferit Turbo Rider, The Kid es troba amb Apple, una jove misteriosa i d'esperit lliure. Espantat per la seva personalitat peculiar i els intents agressius de fer-se amistat amb ell, fuig al seu búnquer, només per descobrir que ella l'ha seguit. Quan ella li lliura el còmic que va deixar caure, ell li permet de mala gana quedar-se amb ell.
Mentre The Kid ensenya a Apple les seves regles sobre com sobreviure a Wasteland, s'apropen i The Kid s'enamora d'ella. Quan un dels secuaços de Zeus segresta Apple, ella l'insta a fugir. Evita la captura quan descobreix accidentalment les restes de l'autèntic Turbo Rider. Després d'agafar l'armadura i l'arma del canell de Turbo Rider, marxa a rescatar Apple. Al mateix temps, Frederick, un vaquer campió de lluita de braços, és capturat mentre intentava rescatar el seu germà. Després de tallar la mà dreta d'en Frederic, Zeus el llença a un camp amb Apple. The Kid arriba per intervenir, però la seva arma de canell no dispara a causa d'una càrrega baixa. Aleshores és capturat i llançat a l'arena, on ell, Frederick i Apple derroten els guerrers de Zeus i escapen.
The Kid descobreix que Apple és un robot després de veure-la sobreviure a un tret durant la seva fugida. Ella li diu que és una model d'amistat. A causa dels danys als seus circuits, es posen en contacte amb Bagu, que els dirigeix al cementiri robot, on poden trobar peces de recanvi. Quan Bagu és capturat i torturat fins a la mort, revela la seva ubicació a Zeus, que envia els seus secuaces. The Kid i l'Apple esquiven la captura durant la persecució, però Apple és decapitada per Skeletron, l'ajudant principal de Zeus. The Kid connecta el cap d'Apple a un nou cos de robot i cau inconscient als fums tòxics del cementiri. Més tard es desperta i descobreix que Frederick, que ara té una mà robòtica, l'ha rescatat; Frederick diu que Apple no es va poder reactivar. Tornen al campament de Zeus per matar-lo.
The Kid revela que Zeus va matar els seus pares per la seva aigua quan ell era un nen. Encara que Frederick i The Kid derroten molts dels secuaces de Zeus, The Kid està a punt de ser assassinat quan Apple apareix i el rescata. Enfadat per la incompetència dels seus homes, Zeus dispara a The Kid, Apple i Frederick. The Kid és salvat per una caixa de llauna de discos View-Master que guarda sota l'armadura del Turbo Rider. Utilitzant l'arma del canell, ataca Zeus i els seus secuaces restants. Tanmateix, Zeus s'aixeca i es revela també com un robot, un model corporatiu dissenyat per conquerir sense pietat tota competència. The Kid el fa volar disparant explosius que Frederick va portar amb ell. Apple mor mentre protegia The Kid de l'explosió. L'explosió revela una font d'aigua dolça sota el lloc.
Després que The Kid enterrés Apple, en Frederick el convida a quedar-se i ajudar-lo a lliurar aigua a la gent de Wasteland. The Kid declina i marxa per explorar els erms.

## Repartiment
- Munro Chambers - The Kid
  - Evan Manoukian -The Kid en un flashback
- Laurence Leboeuf - Apple
- Michael Ironside - Zeus
- Edwin Wright - Skeletron
- Aaron Jeffery - Frederick
- Romano Orzari - Bagu
- Orphée Ladouceur - guàrdia femenina
- Steeve Léonard - Scout
- Yves Corbeil - Turbo Général
- Anouk Whissell - La Mare
- François Simard - El Pare
- Yoann-Karl Whissell - El Guàrdia calb
- Tyler Hall - Bounty Hunter
- Martin Paquette - guerrer gegant
- Pierre Sigouin - germà de Frederick

## Producció
La pel·lícula es va originar com a T Is for Turbo, una presentació per al segment "T" de l'antologia de terror d'Ant Timpson The ABCs of Death. Tot i que no va ser seleccionat, Timpson va quedar impressionat i es va apropar als cineastes per expandir la seva idea en un llargmetratge.

## Llançament
La pel·lícula es va estrenar al Festival de Cinema de Sundance el 26 de gener de 2015. La pel·lícula va ser estrenada el 28 d'agost de 2015 per Epic Pictures Group.

## Recepció
A Rotten Tomatoes, la pel·lícula té una puntuació d'aprovació del 91% basada en 55 ressenyes i una puntuació de 7,10/10. El consens del lloc diu: "Una oda nostàlgica a les pel·lícules per a nens d'abans, Turbo Kid mira el passat a través d'una lent postmoderna entretinguda, encara que sorprenentment cruenta". A Metacritic, que assigna una qualificació normalitzada, la pel·lícula té una puntuació de 60 sobre 100 basada en 6 crítics, que indica "crítiques mixtes o mitjanes".
Simon Abrams de RogerEbert.com li va atorgar dues de les quatre estrelles, dient: "Turbo Kid pot estar adreçat a adults, però el seu fetitxe vintage infantil fa que una aventura d'acció, d'altra manera, bonica sigui una mala explosió del passat." Consequence of Sound li va atorgar una B +, dient: "Turbo Kid captura els somnis molt discordants de qualsevol amant del cinema quan tenia 10 anys, creant una de les obres de cinema sandbox més divertides fetes fins ara. "Turbo Kid" és aquí per jugar, i és molt divertida." We Got This Covered li va atorgar quatre de cinc estrelles, dient: "Turbo Kid  és una experiència màgica que no es pot perdre que és com un dibuix animat de dissabte al matí convertit en un somni apocalíptic dels anys 80. Una obra mestra visual impressionant que redefineix la frase "realització cinematogràfica de baix pressupost." Dread Central li va atorgar cinc punts de cinc estrelles, dient: "Divertida, sagnant, molt graciosa i, el més important, brillant d'esperit, Turbo Kid és un èxit salvatge. Tots els implicats haurien d'estar completament orgullosos de si mateixos." Bloody Disgusting va dir: "La paraula final: no hi ha dues maneres al seu voltant, "Turbo Kid" és una explosió absoluta i mereix tot l'amor i l'elogi que se li ha donat! M'ha encantat cada segon i és una d'aquestes pel·lícules que vull veure una vegada i una altra."

## Premis
Fou exhibida com a part de la secció oficial del XLVIII Festival Internacional de Cinema Fantàstic de Catalunya, on hi va guanyar el Premi Carnet Jove a la millor pel·lícula. També va participar en la segona edició del 30 dies. Festival de cinema fantàstic a Andorra, on va guanyar el premi a la millor pel·lícula, al millor director, millor actriu, millor banda sonora i millors efectes especials.

## Taquilla
Turbo Kides va presentar a 31 cinemes dels Estats Units i va recaptar un total nacional de 67.069 dòlars.

## Seqüela
El 28 de setembre de 2016, es va anunciar oficialment una seqüela de la pel·lícula. Un dia abans de l'anunci, Le Matos va llançar el vídeo musical oficial del seu tema "No Tomorrow", que serveix com a preqüela de la pel·lícula original.

## Videojoc
Outerminds està desenvolupant una adaptació del videojoc de la pel·lícula, que s'estrenarà el 2022.